# Lednica 2000

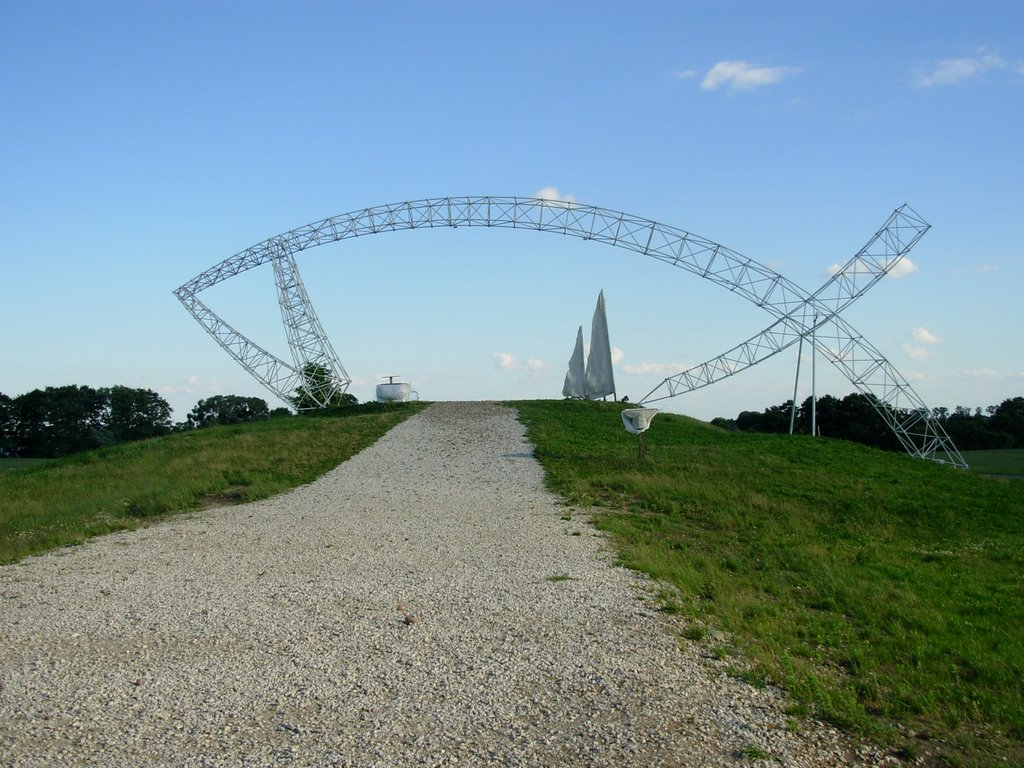
Biểu tượng hình cung (Ichthys) của hội mít tinh Lednica

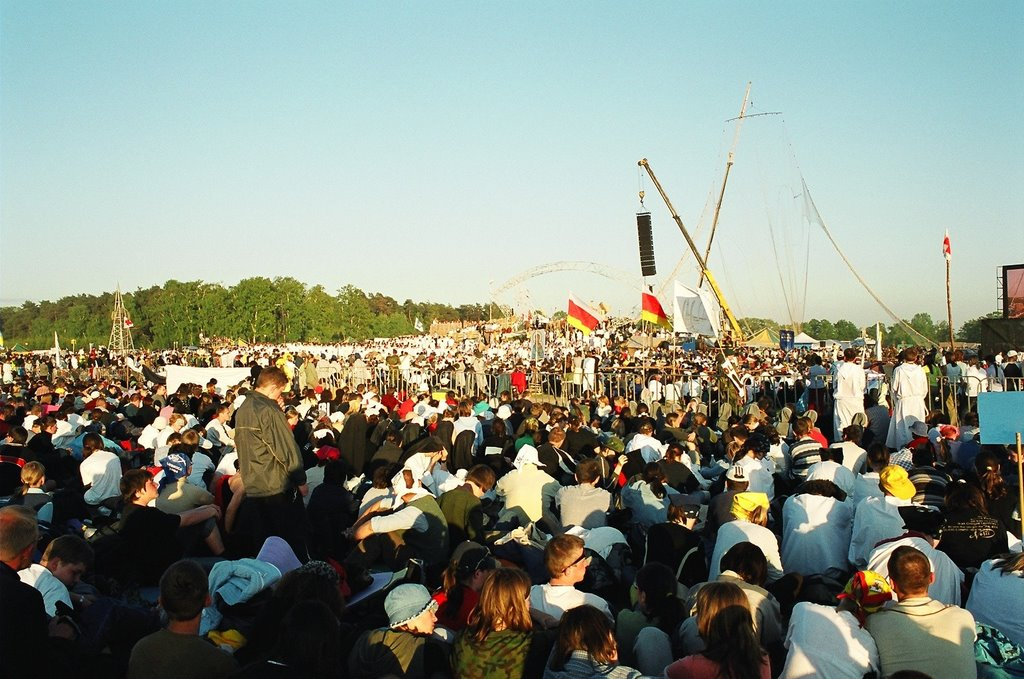
Hội mít tinh Thanh niên toàn Ba Lan lần thứ 8 tại Lednica năm 2004

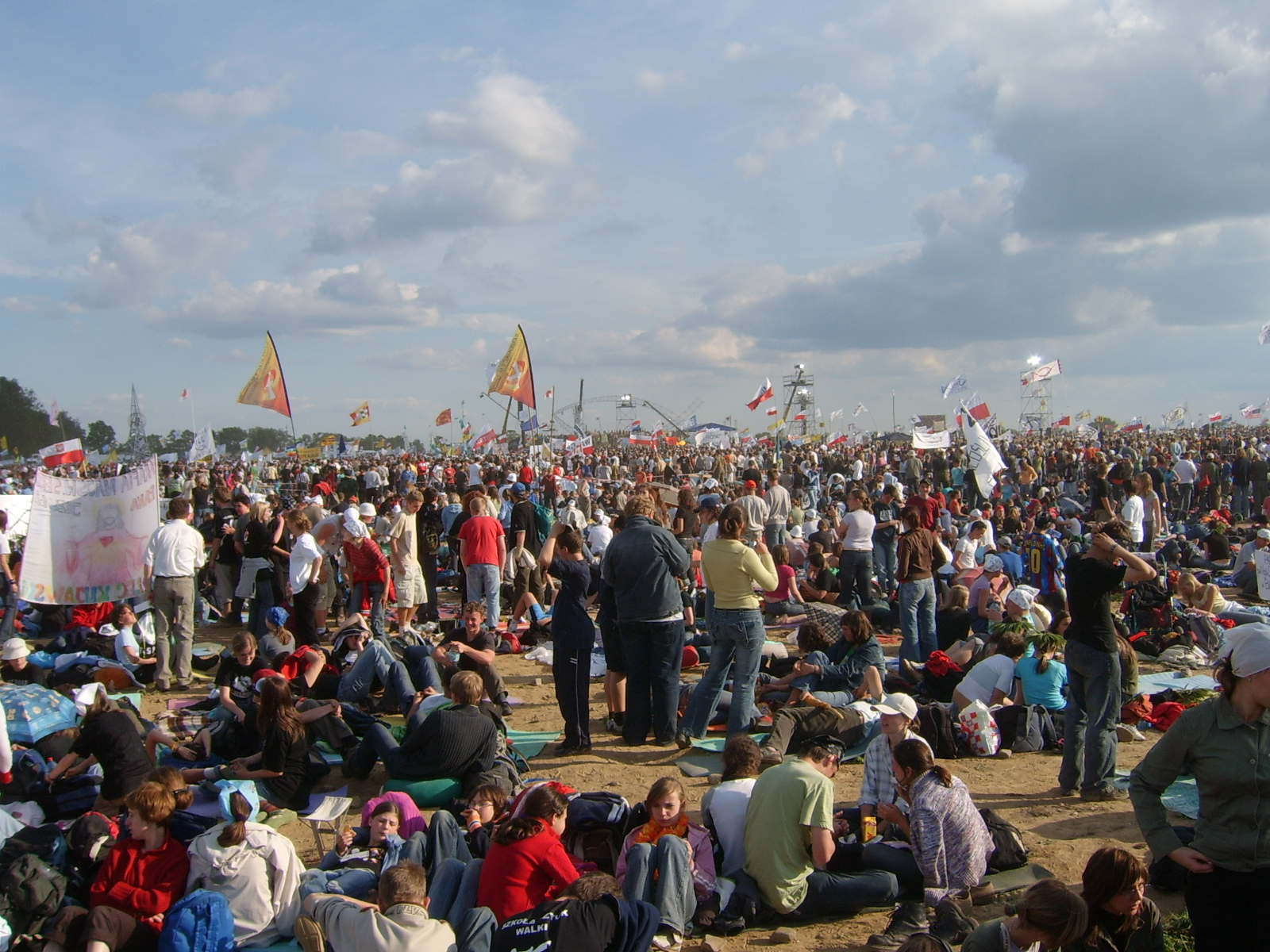
Hội mít tinh Thanh niên toàn Ba Lan lần thứ 10 tại Lednica năm 2006

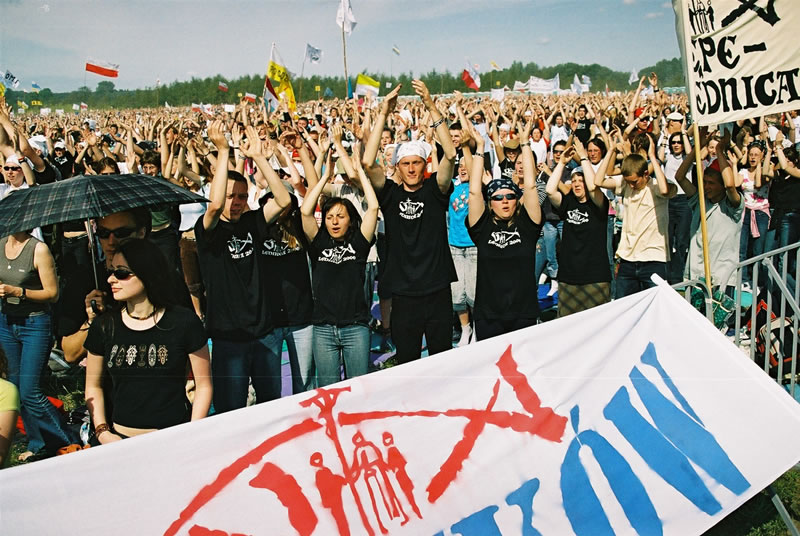
Những người trẻ tuổi vui chơi và cầu nguyện trên nền "điệu nhảy Lednica" trong buổi họp mặt vào ngày 3 tháng 6 năm 2006

Hội mít tinh Thanh niên toàn Ba Lan Lednica 2000 (được gọi là Lednica) là một cuộc họp mặt thường niên của thanh niên Công giáo Ba Lan, được tổ chức gần Gniezno ở Pola Lednickie (gần hồ Lednica, nơi được cho là vị vua đầu tiên của Ba Lan Mieszko I rửa tội năm 966). Đây là cuộc họp giới trẻ theo tôn giáo thường niên lớn nhất trên thế giới (ngoại trừ những buổi tham dự có Giáo hoàng).
Các cuộc mít tinh Lednica được khởi xướng vào năm 1997 bởi tu sĩ dòng Anh Em Giảng Thuyết Jan Góra. Kể từ đó, sự kiện này được tổ chức thường niên và luôn diễn ra vào thứ bảy đầu tiên của tháng 6.
Giáo hoàng Gioan Phaulô II đã gửi một thông điệp đặc biệt hàng năm cho những người tham gia Lednica. Truyền thống này được tiếp nối bởi người kế vị, Giáo hoàng Biển Đức XVI. Sau khi ông từ nhiệm, sự kiện tiếp tục dưới thời bởi giáo hoàng Phanxicô.

## Các hội mít tinh
- Ngày 2 tháng 6 năm 1997, (20 000 người tham gia)
- 30 tháng 5 năm 1998, (50 000 người tham gia)
- Ngày 4 tháng 6 năm 1999, (60 000 người tham gia)
- Ngày 10 tháng 6 năm 2000, (70 000 người tham gia)
- Ngày 2 tháng 6 năm 2001, (90 000 người tham gia)
- 18 tháng 5 năm 2002, (100 000 người tham gia)
- Ngày 7 tháng 6 năm 2003, (140 000 người tham gia)
- 29 tháng 5 năm 2004, (180 000 người tham gia)
- Ngày 4 tháng 6 năm 2005, (150 000 người tham gia)
- Ngày 3 tháng 6 năm 2006, (70 000 người tham gia)
- Ngày 2 tháng 6 năm 2007, (45 000 người tham gia), có sự hiện hiện của Stanisław Dziwisz
- Ngày 7 tháng 6 năm 2008, (70 000 người tham gia) - với sự hiện diện của Đức Tổng Giám mục Kazimierz Nycz
- Ngày 6 tháng 6 năm 2009, (97 000 người tham gia)
- Ngày 5 tháng 6 năm 2010, (80 000 người tham gia)
- Ngày 4 tháng 6 năm 2011, (80 000 người tham gia) - Giáo hoàng Gioan Phaolô II
- Ngày 2 tháng 6 năm 2012, (60 000 [2] người tham gia) - [3]
- Ngày 1 tháng 6 năm 2013, (80 000 [4][5] người tham gia)
- Ngày 7 tháng 6 năm 2014, (60 000  người tham gia)
- Ngày 6 tháng 6 năm 2015, (75 000 người tham gia)
- Ngày 4 tháng 6 năm 2016, (85 000 người tham gia)
- Ngày 3 tháng 6 năm 2017, (90 000 người tham gia)
- Ngày 2 tháng 6 năm 2018, (100 000 người tham gia)
- Ngày 1 tháng 6 năm 2019, (60 000 người tham gia)
- Ngày 6 tháng 6 năm 2020, ?